# Kaspar Zumkley
Kaspar Zumkley (selten auch Caspar oder Casparus; * 20. Oktober 1732 in Münster; † 17. November 1794) war ein deutscher Jesuit und Pädagoge.

## Leben
Zumkley erhielt seine Bildung am Jesuitenkolleg Münster, an dem er seine philosophischen Studien abschloss. Am 20. Oktober 1749 wurde er in den Jesuitenorden aufgenommen. Nachdem der Jesuitenorden 1773 aufgehoben wurde, wurde er von Franz von Fürstenberg als Berater gewonnen. Er war an dessen Schulreform im Bereich der Mathematik beteiligt.
Zumkley war von 1774 bis 1794 Rektor des Gymnasiums Paulinum, an dem diverse Reformideen aus Fürstenbergs Kreis getestet wurden. Außerdem lehrte er Mathematik an der Militärakademie in Münster. Zudem erhielt er nach der Eröffnung 1780 eine ordentliche Professur der Mathematik an der Universität Münster. Darüber hinaus wurde er Beaufsichtiger aller Gymnasien im Hochstift Münster. Außerdem hatte er das Amt des Bibliothekars der Bibliotheca Paulina inne und war Mitglied der theologischen Prüfungskommission. 
Zumkley wurde zum Geistlichen Rat ernannt.

## Werke (Auswahl)
- Lateinische Sprachkunst:
  - Zum Gebrauche in der ersten und zweiten Schule, Münster 1772.
  - Zum Gebrauche in der dritten Schule, Münster 1773.
- Poetische Chrestomathie, Münster 1775.
- Anfangsgründe der Elementar-Mathematik, Münster 1776.
- Deutsche und lateinische Chrestomathie:
  - Zum Gebrauche in der ersten und zweiten Schule, 2. Auflage, Münster 1778.
  - Zum Gebrauche in der dritten Schule, vermehrte Auflage, Münster 1781.
  - Zum Gebrauche in der vierten und fünften Schule, Münster 1778.
- Mathematische Vorübungen, 3. vermehrte Auflage, Münster 1789.